# Model Mahalanobisa
Model Mahalanobisa – model ekonomiczny opisujący wzrost gospodarczy. Stworzony Prasantę Chandrę Mahalanobisa w 1953 roku w ramach indyjskiego drugiego Planu Pięcioletniego, w którym pełnił rolę jednego z głównych ekonomistów.
Kluczowym czynnikiem tego modelu jest zmiana modelu inwestycji poprzez tworzenie sektora produkującego dobra konsumpcyjne dla gospodarstw domowych. Aby osiągnąć wysoki standard konsumpcji, należy inwestować w rozbudowywanie przemysłu wytwarzającego dobra produkcyjne. Odpowiednie moce wytwórcze w sektorze produkcji dóbr produkcyjnych zwiększa w długim okresie produkcję dóbr konsumpcyjnych. Rozróżnienie tych dwóch rodzajów dóbr było rozwinięciem pomysłu Marksa w „Kapitale”.
Pomysły te zostały po raz pierwszy przedstawione w 1928 roku przez Grigorija Feldmana, radzieckiego ekonomisty pracującego dla Gospłanu, prezentującego teoretyczne argumenty za schematem wzrostu w obydwu sektorach produkcji. Nie ma dowodów na to, aby Mahalanobis znał podejście Feldmana, gdyż przebywał poza granicami ZSRR. Ze względu na podobieństwo obydwu tych teorii, model bywa nazywany modelem Feldmana-Mahalanobisa.

## Założenia modelu
- gospodarka zamknięta;
- gospodarka składająca się z dwóch sektorów: sektora dóbr konsumpcyjnych C oraz sektora dóbr produkcyjnych K;
- brak mobilności dóbr produkcyjnych;
- pełne wykorzystanie mocy produkcyjnych;
- zależność inwestycji od podaży dóbr produkcyjnych;
- stałość cen;
- kapitał jako jedyny rzadkim czynnik produkcji;
- produkcja dóbr kapitałowych niezależna od produkcji dóbr konsumpcyjnych.

## Postać modelu
{\displaystyle Y_{t}=Y_{0}\left(1+\alpha _{0}{\frac {\lambda _{K}\beta _{K}+\lambda _{C}\beta _{C}}{\lambda _{K}\beta _{K}}}{\Big (}(1+\lambda _{K}\beta _{K})^{t}-1){\Big )}\!\right)}
W modelu wskaźnik wzrostu determinowany przez udział inwestycji w sektor dóbr produkcyjnych {\displaystyle \lambda _{K}} i udział inwestycji w sektor dóbr konsumpcyjnych {\displaystyle \lambda _{C}.} Zwiększenie {\displaystyle \lambda _{K}} ponad {\displaystyle \lambda _{C}} spowoduje na początku wolniejszy wzrost w krótkim terminie, natomiast w długim terminie spowoduje większą stopę wzrostu, a tym samym wyższy poziom konsumpcji.

## Krytyka
Jednym z najpowszechniejszych argumentów krytykujących model Mahalanobisa, jest brak uwzględnienia ograniczeń oszczędności, które – jak autor modelu zakładał – pochodzą z sektora przemysłowego. Jednakże kraje rozwijające się nie cechują się tą tendencją, ponieważ w pierwszej fazie oszczędności pochodzą z sektora rolniczego. Mahalanobis nie wziął także pod uwagę systemu podatkowego, bardzo ważnego potencjalnego źródła kapitału. Krytyka skupiła się także na założeniu modelu, mówiącego o braku handlu zagranicznego. Obecnie kraje rozwijające się prowadzą bardzo intensywną wymianę handlową. Kolejnym argumentem krytyki jest to, że kraje stosujące ten model musiałyby posiadać odpowiednie zasoby surowców niezbędnych do tego typu rozwoju gospodarczego. Tak więc nie może on być zastosowany dla małych krajów.

## Sprawdzenie modelu w praktyce
Zasadniczo model został wprowadzony w życie w roku 1956 jako teoretyczna ścieżka dla Drugiego Planu Pięcioletniego w Indiach. Jednakże po dwóch latach zaczęły narastać problemy takie jak niespodziewane wzrosty kosztów związanych ze zwiększoną podażą pieniądza i narastającą inflacją. Największym problemem był spadek rezerwy walutowej, spowodowany zliberalizowaną polityką importową oraz napięciami na linii międzynarodowej, prowadzące do modyfikacji w Drugim Planie w 1958 roku. Spowodowało to jego porzucenie i zastąpienie go przez Trzeci Plan Pięcioletni w 1961 roku.